# جارافاو دو نورتي
جارافاو دو نورتي بلدية في ولاية بارا في المنطقة الشمالية من البرازيل.